# Bluetooth Special Interest Group
Bluetooth Special Interest Group (Bluetooth SIG) es una asociación privada sin ánimo de lucro con sede en Kirkland, Washington. A fecha de septiembre de 2007, el SIG estaba formado por más de 9000 compañías de telecomunicaciones, informática, automovilismo, música, textil, automatización industrial y tecnologías de red. Tiene pequeños grupos de personal dedicado al grupo en Hong Kong, Suecia y Estados Unidos. Los miembros del SIG dirigen el desarrollo de la tecnología inalámbrica Bluetooth, además de implementar y comercializar la tecnología en sus productos. El Bluetooth SIG por sí mismo no fabrica ni vende dispositivos Bluetooth.

## Historia
En 1998, Ericsson, IBM, Intel, Toshiba y Nokia formaron un consorcio y adoptaron Bluetooth como nombre para su especificación. En diciembre de 1999, 3Com, Lucent, Microsoft y Motorola se unieron a dicho grupo como promotores del Bluetooth SIG (Special Interest Group, grupo con especial interés). Posteriormente Lucent transfirió su participación a su satélite Agere Systems y 3Com abandonó el grupo de promotores. Posteriormente Agere Systems se fusionó con la LSI Logic y abandonó el grupo en agosto de 2007.

## Miembros
Cualquier compañía que incorpora la tecnología inalámbrica Bluetooth en productos, utilizando la tecnología para ofrecer bienes y servicios debe convertirse en un miembro de Bluetooth SIG. Hay tres niveles de socios corporativos por un total de más de 30.000 miembros.
Estos miembros son los más activos en el SIG y tienen influencia tanto sobre las orientaciones estratégicas y tecnológicas de Bluetooth en su conjunto. Los miembros actuales son el promotor:
- Ericsson (miembro fundador)
- Intel Corporation (miembro fundador)
- Lenovo
- Microsoft (desde 2008)
- Motorola (desde 1999)
- Nokia (miembro fundador)
- Toshiba (miembro fundador)